# Санага
Санага (фр. Sanaga нім. Zannaga) — одна з найбільших річок Камеруну.

## Географія
Санага бере початок на плоскогір'ї Адамава. Вона формується при злитті річок Лом і Джерем (іноді Джерем вважають іншою назвою верхньої течії Санаги) на півночі Східного регіону Камеруну. Найбільшою притокою є річка Мбам.

## Екологія
Санага слугує кордоном між двома екорегіонами тропічних вологих лісів. На південь від річки і до річки Крос в Нігерії лежать прибережні ліси Крос-Санага-Біоко, а південніше Санаги починаються Атлантичні екваторіальні прибережні ліси, що тягнуться далі на піденний схід.

## Гідрологія
Стік річки поблизу міста Едеа в м³/с

## Гідротехнічні споруди
На річці Санага стоять дві дамби:
| Дамба       | Потужність (MW) | Резервуар | Площа поверхні (км2) | Загальна площа (Млн. м³) |
| ----------- | --------------- | --------- | -------------------- | ------------------------ |
| Сонг-Лоулоу | 384             |           |                      | 10                       |
| Едеа        | 264             |           |                      |                          |

## Транспорт
Поряд з містом Едеа над річкою проходить відомий залізничний міст Япома.

## Галерея

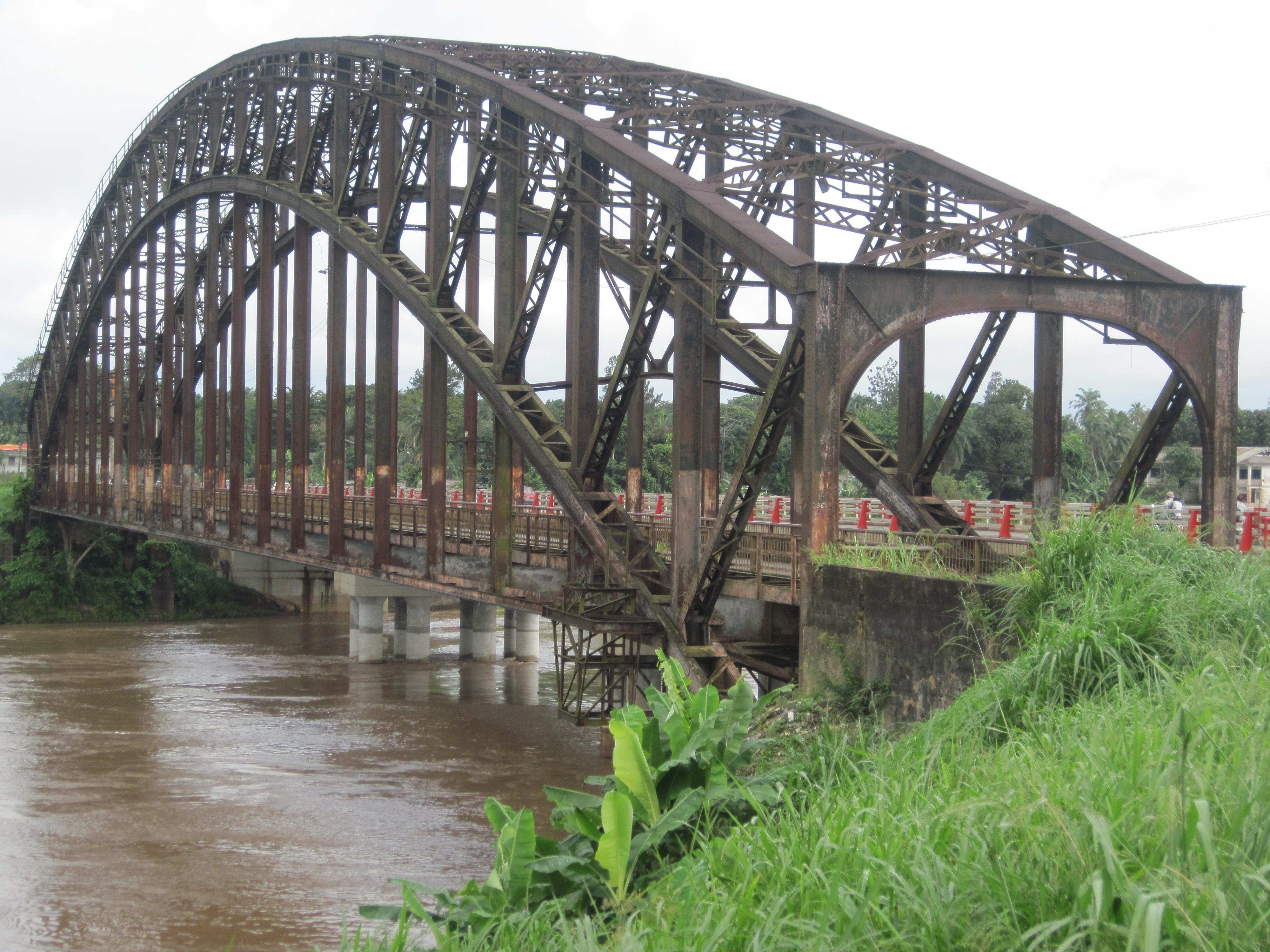
Міст Япома на Саназі
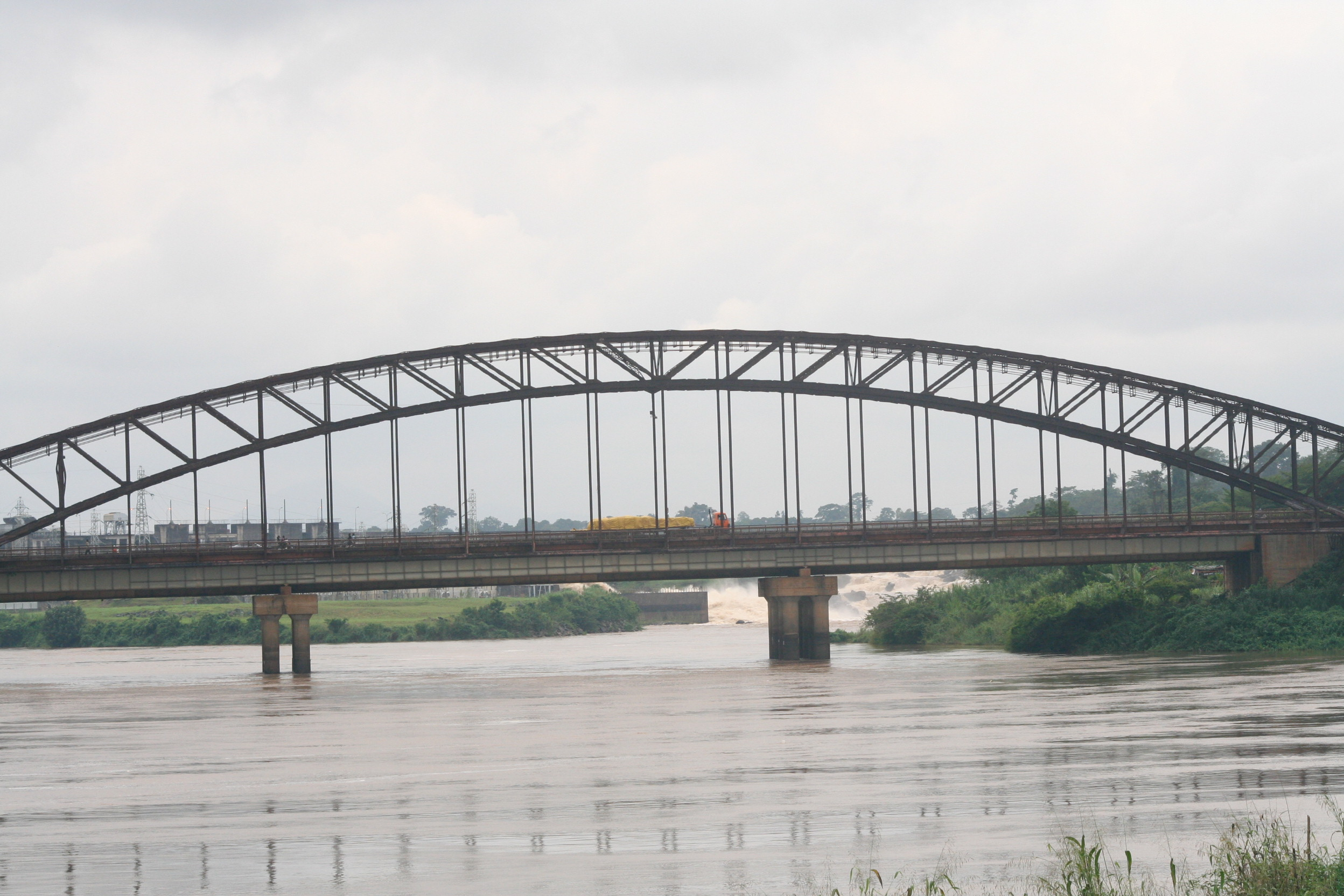
Міст Япома
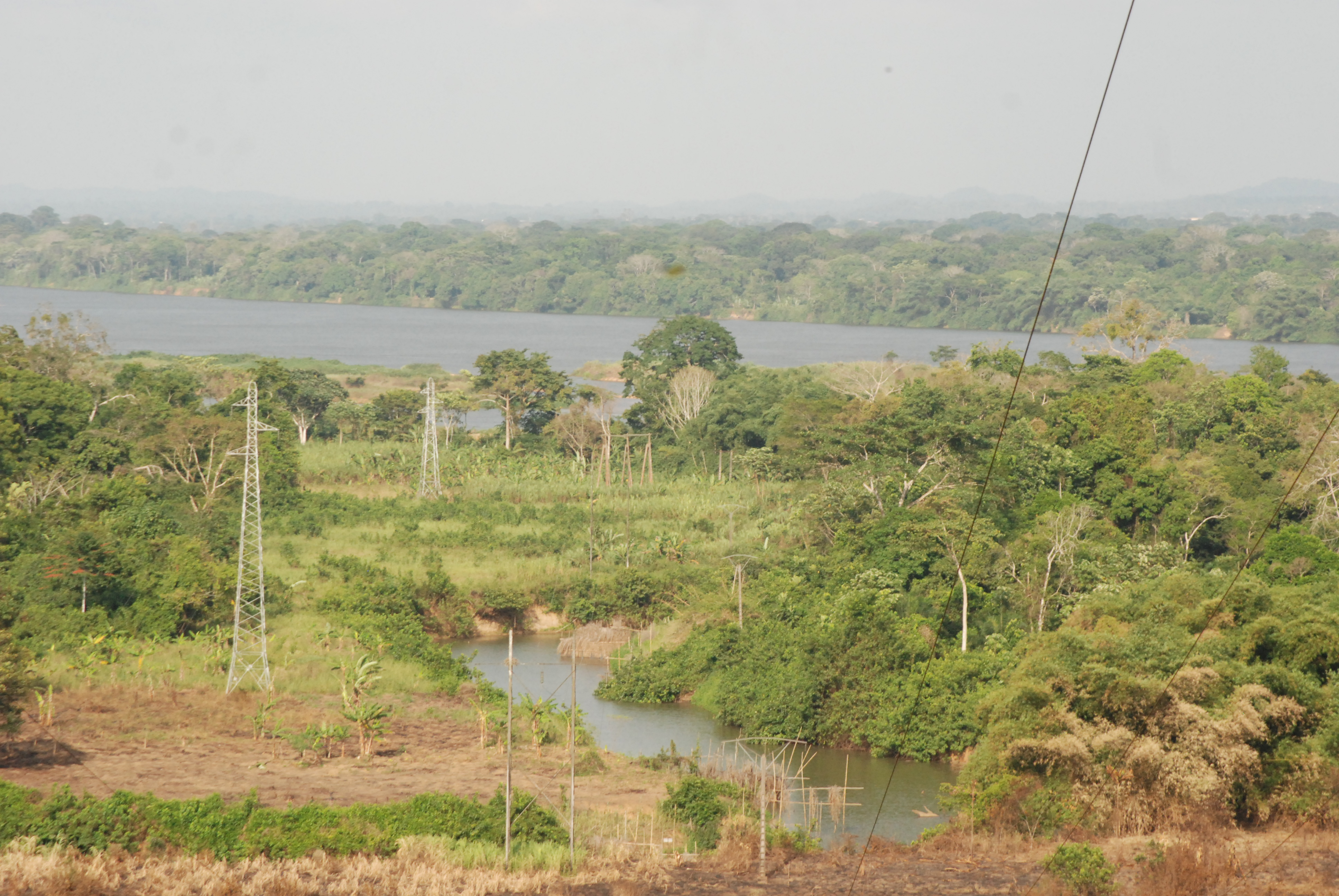
Ліс над Санагою
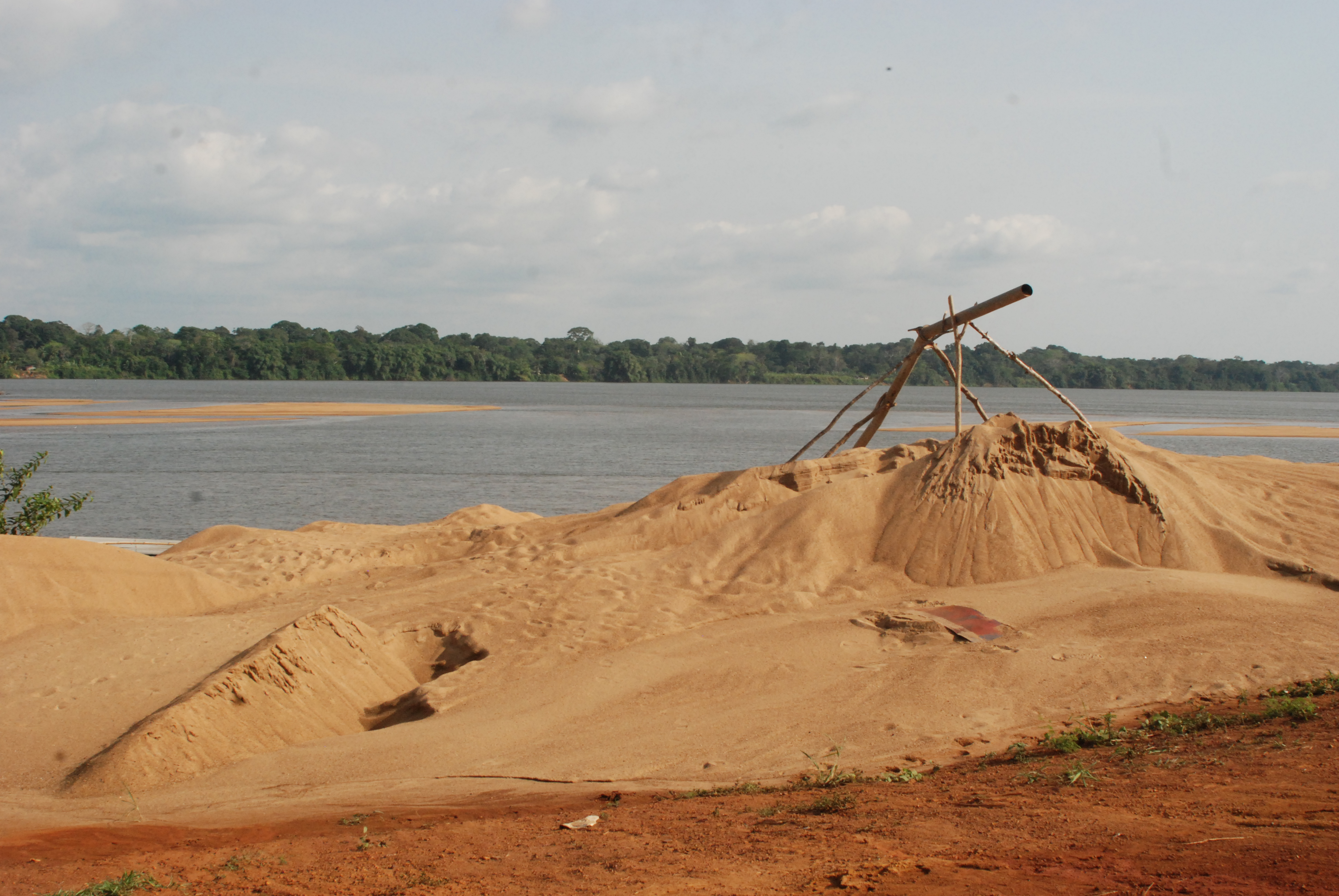
Вид на Санагу